# Каскадёр

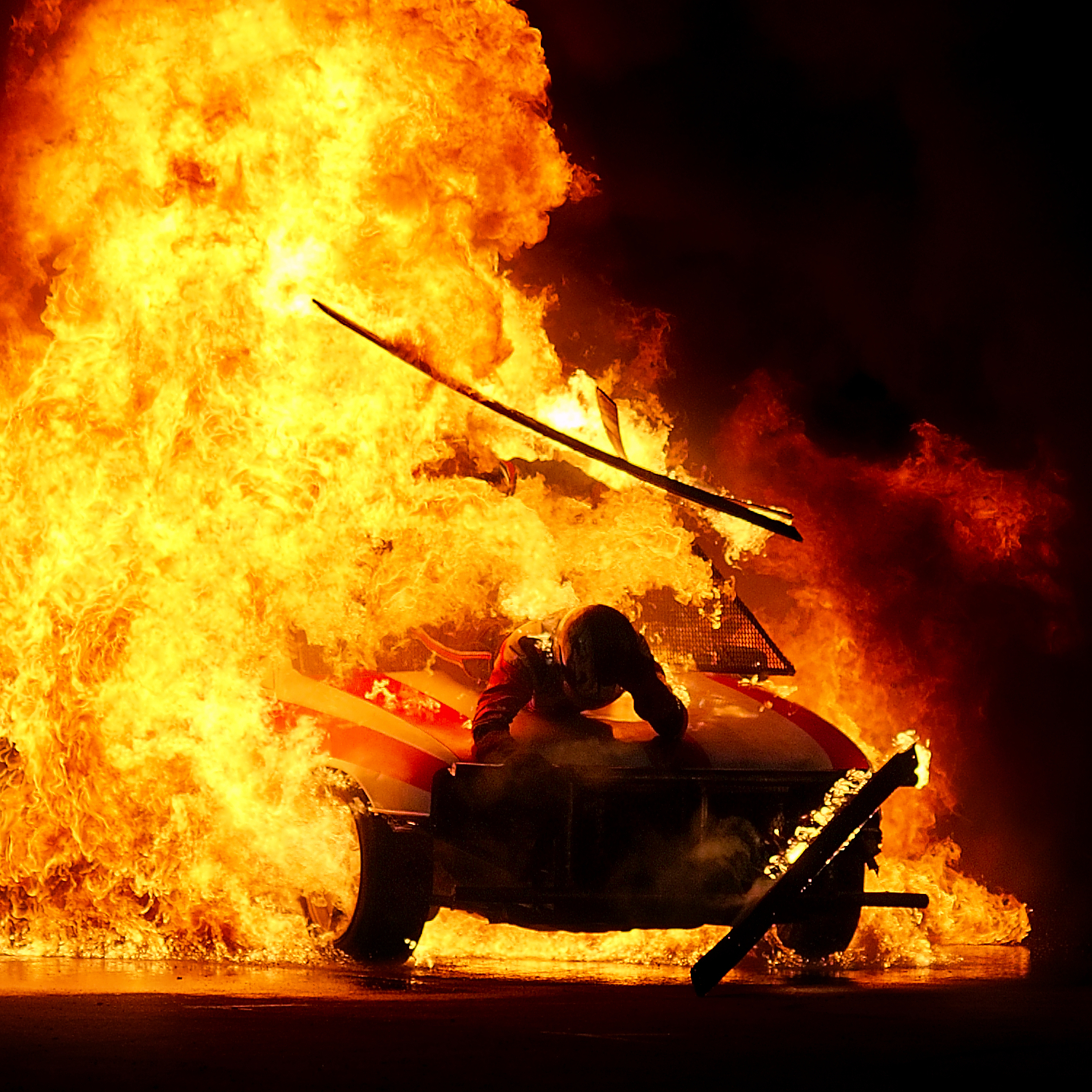

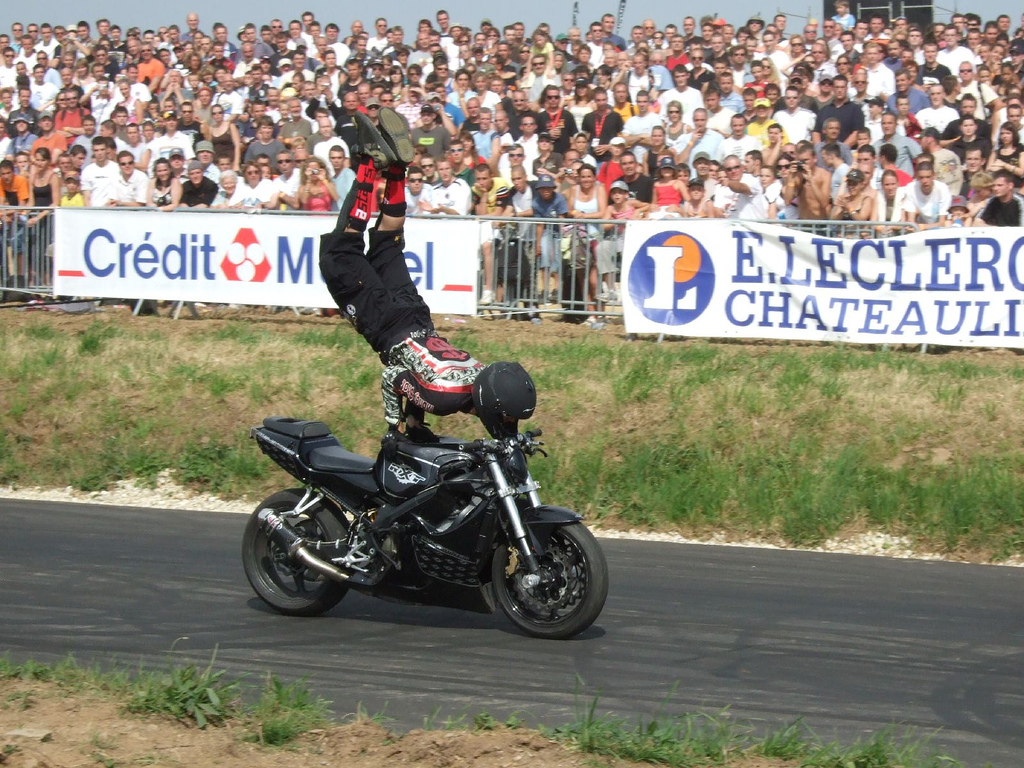

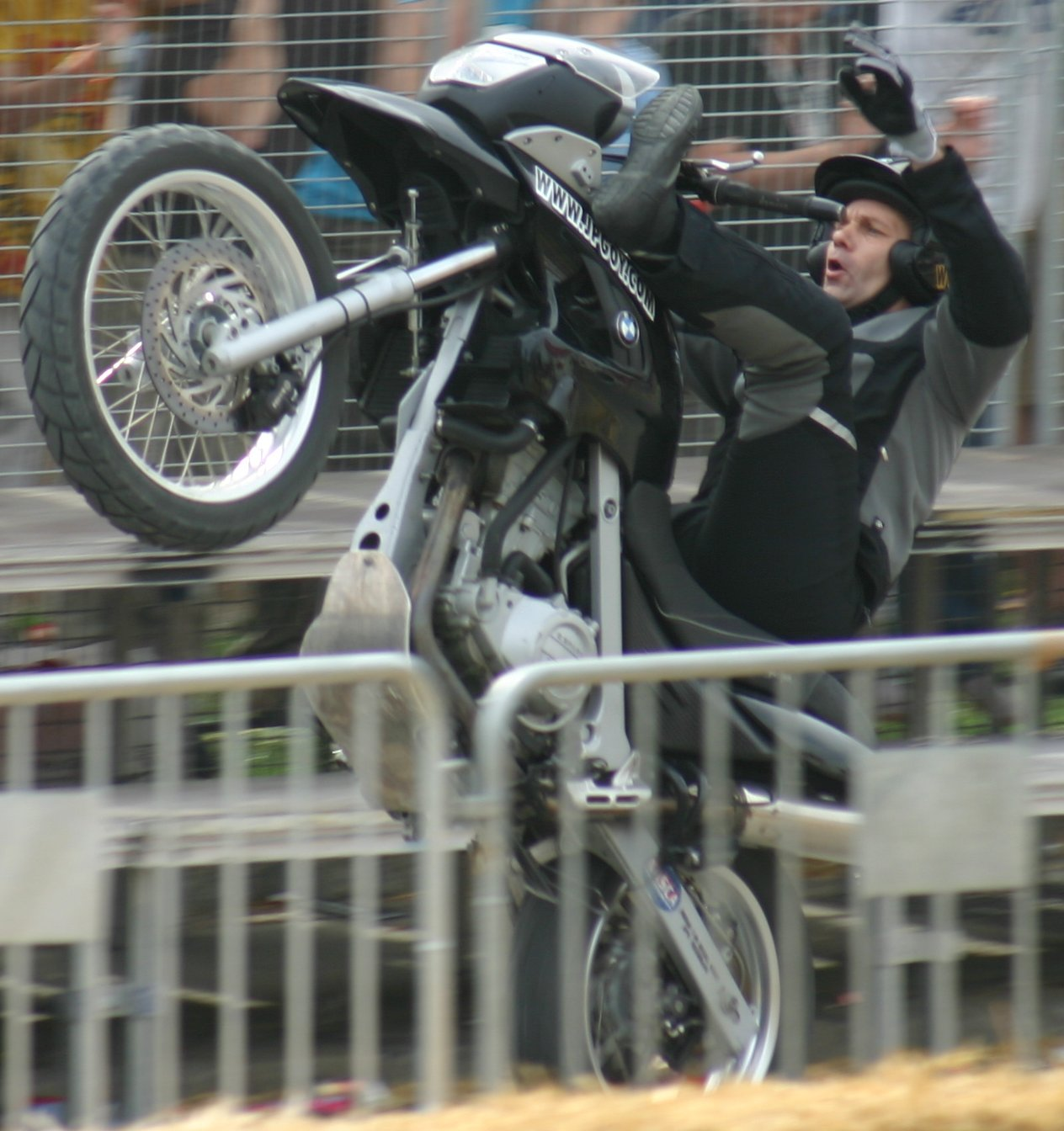

Каскадёр (фр. cascadeur) — профессия в кинематографе; исполнитель сложных и опасных трюков. Наименование определилось от заимствования с французского языка: cascadeur —
1. «каскадный актёр, каскадёр; каскадная актриса; трюковый артист, трюкач»;
2. «любитель риска».

Зачастую каскадёры дублируют, то есть подменяют актёров в кадре на время выполнения трюков; есть актёры, которые сами выполняют трюки и, следовательно, одновременно исполняют и работу каскадёра. В случае «подмены» или дублирования актёра каскадёром для съёмок зачастую подбирается каскадёр (дублёр), похожий по телосложению на актёра; затем каскадёра гримируют под актёра и во время выполнения трюка его не снимают крупно анфас — так для зрителя подмена актёра каскадёром остаётся относительно незаметной.
Профессия каскадёра появилась тогда, когда начали снимать фильмы со сложными и опасными трюками. В СССР дублёры актёров (спортсмены) впервые были использованы при съёмках комедии «Весёлые ребята», чтобы максимально реалистично снять сцену драки оркестрантов.
Раньше многие актёры категорически отказывались от дублирования и желали выполнять трюки сами. Некоторые из них при этом погибли — например, в 1960 году погибла при съёмках фильма «Цветок на камне» молодая актриса Инна Бурдученко. По сценарию она должна была спасти знамя из горящей деревянной постройки. Но в момент, когда она выбегала из пламени, постройка обрушилась. В 1965 году при съёмках фильма «Директор» погиб Евгений Урбанский — он должен был мчаться на автомобиле через песчаные барханы, но на одном из них машина перевернулась, и актёр получил смертельные травмы. После таких трагедий актёрам без специальной подготовки строго запретили самим выполнять опасные трюки.
Дублёрами актёров при опасных трюках раньше, как правило, были спортсмены или циркачи. Сейчас каскадёров готовят в специальных школах. Каскадёры могут быть как универсальными, выполняющими любые трюки, так и специализированными, которые исполняют трюки одного вида.
Первой в России женщиной, официально признанной каскадёром, стала Варвара Никитина.
Наиболее способные каскадёры могут сами стать актёрами, используя свои навыки и опыт: так произошло, например, с Жаном Маре, Джеки Чаном, Александром Иншаковым (президентом Ассоциации каскадёров России).

## Номинации
- Премия «Гильдия киноактёров» за лучший каскадёрский ансамбль в фильмах и телесериалах.